# ルイ・ド・リュクサンブール (枢機卿)
ルイ・ド・リュクサンブール（Louis de Luxembourg, 1391年 - 1443年9月18日）は、百年戦争期のフランスの高位聖職者。テルアーヌ司教、ルーアン大司教、イングランドのイーリー司教、枢機卿。

## 生涯
ブリエンヌ伯ジャンとその妻のマルグリット・ダンギャンの間の息子として生まれた。百年戦争では兄サン＝ポル伯ピエール、弟リニー伯ジャンとともに、忠実なブルゴーニュ派の支持者であった。イングランド占領地域（イングランド・フランス二重王国）の政府に仕え、1418年7月22日に会計検査院院長に任命され、1425年にパリ市議会によりフランス尚書局長に選出された。ルイは摂政ベッドフォード公ジョン・オブ・ランカスターを指導者とする、フランスにおけるイングランド支配の重要な支柱となった。
1429年9月には、パリ市をジャンヌ・ダルクによる攻撃から防衛したものの（パリ包囲戦）、アラスの和約締結後の1436年4月には、シャルル7世にパリを明け渡さねばならなかった。ルイはまだイングランド占領下にあったノルマンディーに逃れ、直後にルーアン大司教に任命された。1437年にはイーリー司教、1439年には枢機卿となった。1443年にシャルル7世の軍勢がノルマンディーに侵攻すると、イングランドに避難し、まもなく客死した。